# 洪泽四极虫
洪泽四极虫（学名：Ceratomyxa hongtzensis）为角形科角形虫属的动物。在中国，分布于江苏等，营寄生生活，寄生在长须黄颡鱼的胆囊。